# Emblyna shasta
Emblyna shasta là một loài nhện trong họ Dictynidae.
Loài này thuộc chi Emblyna. Emblyna shasta được Ralph Vary Chamberlin & Willis J. Gertsch miêu tả năm 1958.